# Эль-Перу
Эль-Перу (исп. El Perú), также известный как Вака (Waka' ) — доколумбовский город цивилизации майя, населённый в предклассическую и классическую эру (примерно с 500 г. до н. э. по 800 г. н. э.) Поселение располагалось в Петенском бассейне недалеко от берега реки Сан-Педро (Петен, Гватемала) и являлось городом-государством. В 60 км к востоку от Эль-Перу расположен древний город Тикаль.
Название Эль-Перу получил при его открытии в XX веке, хотя в соответствии с найденными на месте раскопок иероглифами город в древности назывался «Вака».

## История
Первая зафиксированная в источниках встреча между Теотиуаканом и индейцами майя произошло в Ваке в 378 году, за 10 дней до их прибытия в Тикаль. Это событие известно как «Ла-Энтрада» (La Entrada).
В начале классической эры Вака был союзником Тикаля, однако позже этот союз был расторгнут и сформирован альянс с Калакмулем. Этот военный альянс был подтверждён браком правителя Ваки К’инич Б'алама («Sun Faced Jaguar»; конец VII — начало VIII века) и калакмульской принцессы Т’аби из династии Кан. Принцесса получила титул императрицы (ix kaloomté) — высший титул, использованный в древних текстах майя.
Вероятно, что альянс с Калакмулем явился причиной упадка города. После возрождения Тикаля в поздней классической эре, Калакмуль рухнул под его военной мощью — в 732 году войска Калакмуля были разбиты, а его правитель казнён на главной площади Тикаля. Вака превратился в вассала и десятилетие спустя уничтожен.

## Торговля
Близость города к реке Сан-Педро, несущей свои воды на запад от Петена, давала ему преимущества в торговле. Среди продуктов, которыми торговали в Ваке были маис, бобы, перец чили, авокадо, чикл и латекс. Также приобретались нефрит и перья квезаля, использовавшиеся для костюмов.

## Погребения
В 2005 году в Эль-Перу было открыто несколько могил, среди которых усыпальница королевы. Эта гробница содержит останки женщины и множество погребального инвентаря. Особый интерес также представляют церемониальные принадлежности для кровопускания в виде ската. Объект находился в явной связи с районом гениталий погребённого человека, что указывает на возможность существования ритуала генитального кровопускания.
Ещё одна могила знатного человека была найдена внутри 18-метровой пирамиды, расположенной в центральном районе города. Погребальная комната, которая имеет размеры 5,1 в длину и 1,5 м в ширину, содержала богатый набор погребального инвентаря, в том числе подношения из нефрита, изделия из раковин моллюсков и керамики, 12 фигурок игроков в мяч, лапы ягуара и камни из различных частей Месоамерики, которые использовались как атрибуты богатства. Захоронение было датировано между 200 и 400 гг., что говорит о важности поселения в ранний период развития южный территорий майя.
Исследования 2004 года в Сапоте-Бобале позволили предположить его крепкую связь с Эль-Перу. Возможно, что Эль-Перу имело значительное влияние на династию правителей Сапоте-Бобаля.

## Туризм
Эль-Перу открыт для посещения публики, но довольно труднодоступен. Он расположен на крутом уступе на территории национального парка Лагуна-дель-Тирге (часть биосферного заповедника Майя), в 6 км к северу от реки Сан-Педро. До города можно добраться длительным переходом из Флореса, ближайшего города с аэропортом (международный аэропорт Мундо-Майя, en:Mundo Maya International Airport).